# گیسلبرگ
گیسلبرگ (به آلمانی: Gisselberg) یک منطقهٔ مسکونی در آلمان است که در هسن واقع شده‌است. گیسلبرگ ۹۱۴ نفر جمعیت دارد.